# Es Trenc
Der Strand von Es Trenc ist Teil eines naturgeschützten Gebietes der Gemeinde Campos auf Mallorca. Hinter dem langgezogenen Sandstrand liegen Salinen zur Meersalzgewinnung.
Der Strand erstreckt sich im Nordwesten von Sa Ràpita bis zur Colònia de Sant Jordi im Südosten. Der Strand ist weitgehend naturbelassen und es befinden sich nur wenige Gebäude an der Uferlinie.